# Compagnie française des tramways de l'Indochine

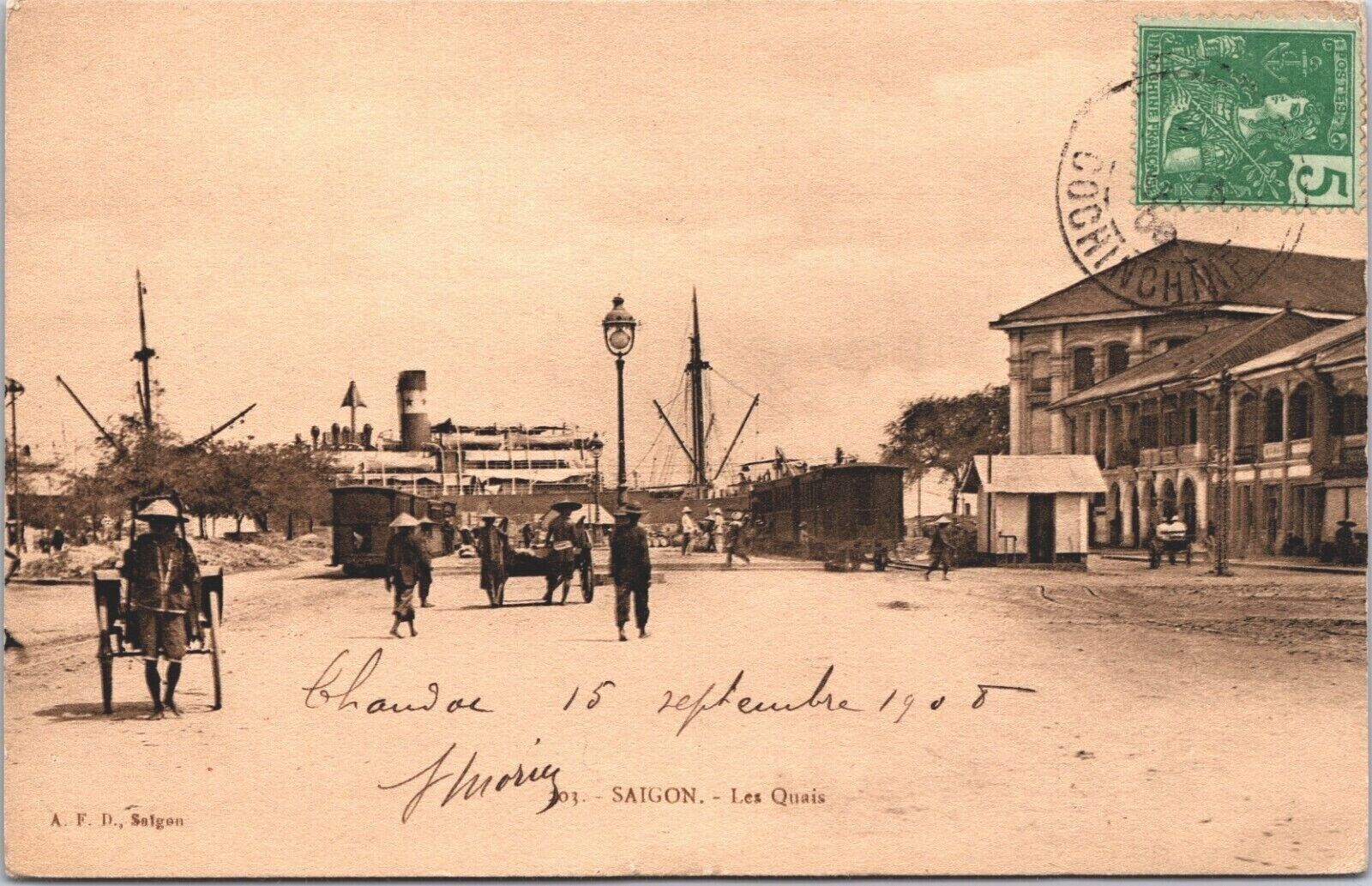
Trains CFTI sur les quais à Saïgon. 1905

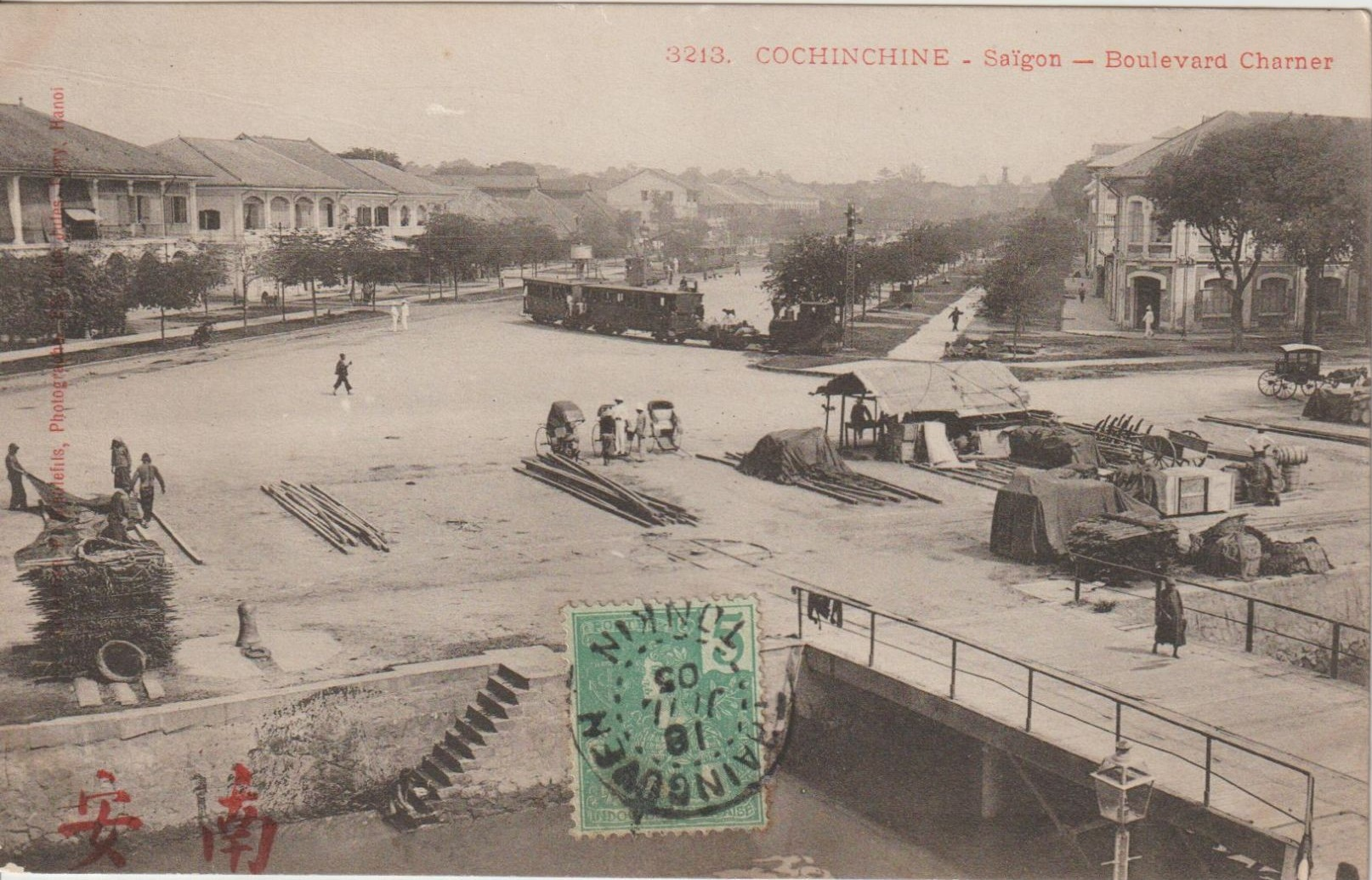
Trains CFTI sur le boulevard Charner à Saïgon. 1905

L'inauguration des premières lignes de chemin de fer en Cochinchine, en 1881/1885, excite vite l'imagination des affairistes locaux. Très vite, certains cherchent à créer un réseau de tramways urbain hippomobile à Saïgon, à l'image de ce qui existe alors en France. Une Compagnie du tramway de Saïgon à Govap voit rapidement le jour, avec le soutien de la presse locale : « Beaucoup de gens n'ont qu'une foi très restreinte dans la traction par chevaux qui est celle définitivement adoptée et lui préfèrent la traction vapeur. Nous croyons que s'ils avaient vu l'application de ce dernier système, ils s'empresseraient d'en rabattre beaucoup. Les moindres défauts de la traction vapeur sont de donner à toutes les maisons du trajet parcouru une couleur noirâtre, d'avoir au passage des trains une fumée et une odeur désagréables, un pavé gras et humide, sans compter l'affolement des chevaux des voitures de maitres. Dans les accidents assez nombreux, les tramways à vapeur ont la réputation méritée de ne jamais blesser personne, mais de tuer radicalement ».

## La création de la compagnie

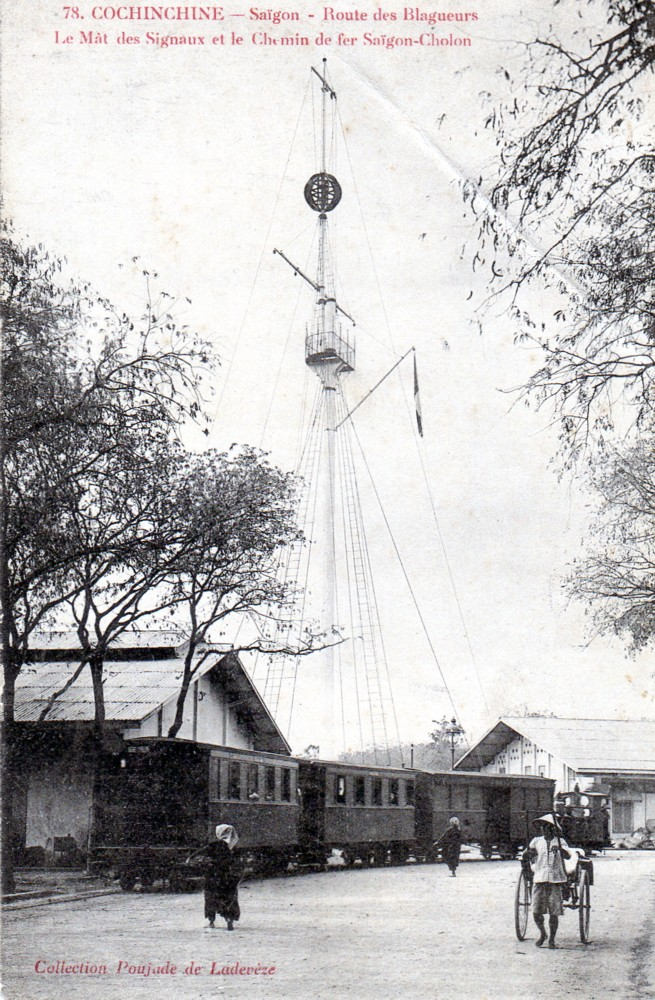
Le tramway de Saïgon à Cholon par la route basse

En mars 1886, la compagnie est déjà en possession de la moitié du capital destiné à la construction du futur réseau. Les européens ne sont pas nécessairement les plus intéressés par l'affaire : sur les 70 actions vendues à cette date, 25 l'ont été à des chinois, 15 à des vietnamiens. Le 27 juillet 1889, le gouverneur concède la ligne de Saïgon à Govap à un certain Faboce, qui la cède rapidement à Bonnet. Finalement, elle est rétrocédée à un certain Ferret, qui est déjà en possession d'une concession pour la construction et l'exploitation d'un tramway à traction hippomobile de Saïgon à Cholon par la route basse depuis le 27 juillet 1889. Une fois en possession des deux concession, Ferret réclame la substitution de la traction vapeur à la traction hippomobile, ce qui motive de nombreuses plaintes de la Société générale des tramways à vapeur de Cochinchine. Celle-ci n'est pas au bout de ses surprises : le 31 janvier 1891, Ferret crée la Compagnie française des tramways de l'Indochine. La ligne de Cholon par la route basse est ouverte dans les mois qui suivent.

## Guerre des tarifs avec la concurrence
Comme tout nouveau venu, la CFTI cherche à s'imposer en proposant des tarifs plus attractifs que sa concurrente. Pour mieux lutter contre sa concurrente, la SGTVC améliore un tantinet la déjà antique ligne Saïgon - Cholon par la route haute et abandonne le tronçon compris entre le mat des signaux et la station de Cho Duï, à Saïgon. En septembre 1894, Ferret abandonne l'exploitation de sa propre ligne de Cholon. Il la reprend brusquement le 1er juin 1895, sans même l'avoir annoncé par voie d'affiches. Les dirigeants de la SGTVC semblent dédaigneux, estimant que « L'exploitation continue à se présenter dans des conditions satisfaisantes ».

## L'extension du réseau
Ferret ne reste pas inactif. Voulant développer son réseau vers le nord de Saïgon, il demande et obtient le 17 décembre 1898 la concession d'une ligne Govap - Hocmon. Le 8 mai 1899, la construction d'un embranchement entre Dakao et le troisième pont de l'avalanche est également autorisée. L'augmentation du trafic qui en résulte nécessite la commande d'un important matériel.

## L'électrification

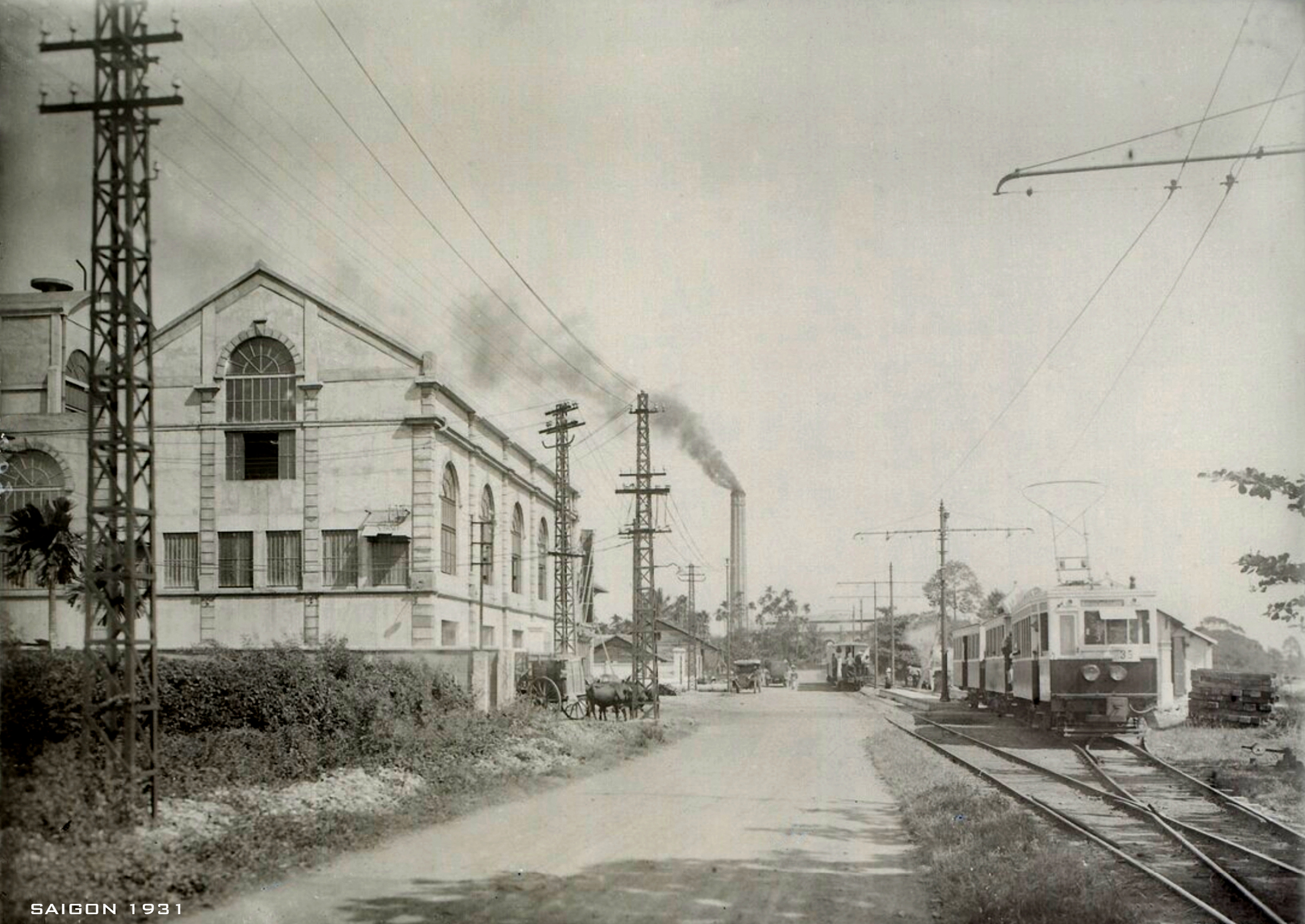
Tramway des CFTI devant le centre radio-électrique de Saïgon. Bifurcation de Choquan. 1930

En 1911, les dirigeants de la compagnie demandent à substituer la traction électrique à la traction vapeur sur certaines lignes. En novembre 1913, le gouvernement autorise les CFTI à électrifier le Saïgon - Cholon par la route basse, et à prolonger cette ligne jusqu'au marché de Binh Tay. À l'issue de cette opération, les CFTI voient leurs recettes augmenter de 75 %. Le 30 avril 1916, l'électrification est étendue à certaines lignes du centre de Saïgon. À la même époque, l'ancienne ligne SGVTC du tramway de Cholon par la route haute, rapidement abandonnée par la colonie, est déposée et ses emprises aussitôt récupérées  pour la construction d'une grande avenue rectiligne unissant Saïgon au centre de Cholon. Les CFTI en profitent pour installer sur la chaussée une ligne inter-urbaine électrifiée à double-voie, qui n'a évidemment plus rien à voir avec le premier chemin de fer d'Indochine. 
Par la suite, la compagnie construit également une ligne électrifiée de Go Vap à Thu Dau Mot par Lái Thiêu. Un autre prolongement de 32 kilomètres reliera Thu Dau Mot à Ben Dong So, où une correspondance est assurée avec la ligne Chemins de fer de l'Indochine (CFI) de Loc Ninh. Cette section sera toujours exploitée en traction vapeur. En 1939, la CFTI dispose ainsi d'un réseau d'une centaine de kilomètres de long, électrifié aux trois quarts. L'ensemble est alimenté par trois sous-stations.

## Le matériel
- Locomotives à vapeur

La n° 5 à Saïgon en 1905

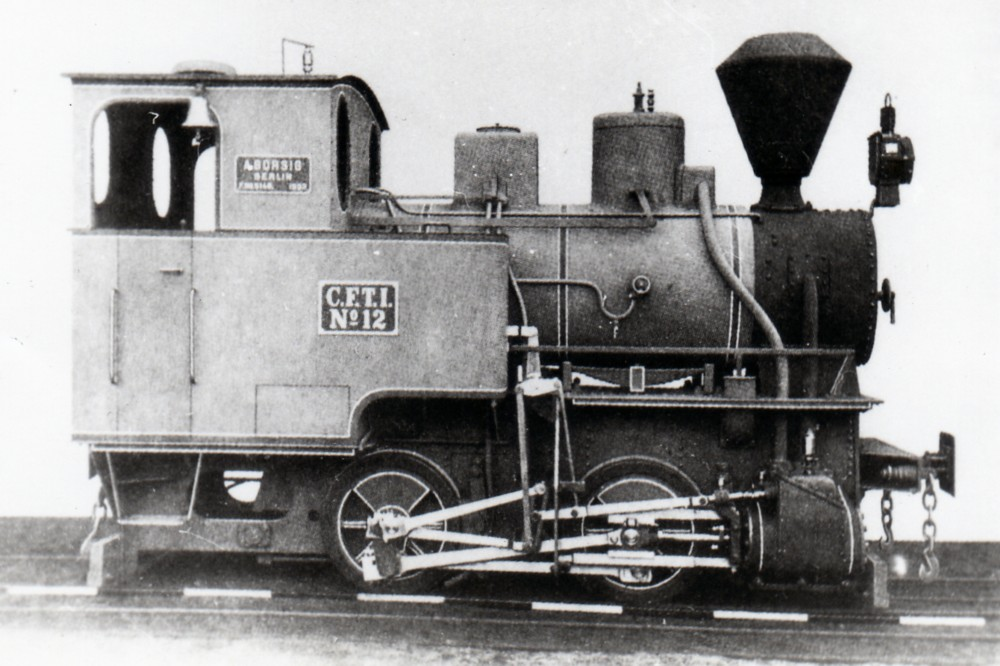
Locomotive n° 12

Les CFTI ont un parc uniquement composé de machines à deux essieux couplés. Les trois dernières seront commandées par l'intermédiaire de Decauville, probablement pour ne pas froisser la susceptibilité du gouverneur à un moment où la tension avec l'Allemagne monte en Europe.
| Type  | N° CFTI | Constructeur  | Type usine       | N° Usine    | Année | Poids             | Notes                              |
| 020 T | 1 à 8   | Saint-Léonard | III et série 7CE | 948 à 955   | 1893  | 6,4t(III) 7t(7CE) | [ 3 ]                              |
| 020 T | 9 à 11  | Decauville    | 3T               | 98 à 100    | 1891  | 3,0 tn            | 9 Decauville, 10 Saïgon, 11 Cholon |
| 020 T | 12      | Borsig        |                  | 5148        | 1903  |                   |                                    |
| 020 T | 13 à 15 | Borsig        |                  | 5150 à 5152 | 1903  |                   |                                    |
| 020 T | 16 à 19 | Borsig        |                  | 5533 à 5536 | 1904  |                   |                                    |
| 020 T | 20      | Borsig        |                  | 6778        | 1908  |                   |                                    |
| 020 T | 21 à 22 | Borsig        |                  | 6897 à 6898 | 1908  |                   |                                    |
| 020 T | 23 à 25 | Borsig        |                  | 8346 à 8348 | 1912  |                   |                                    |

- Automotrices

Les CFTI disposaient d'automotrices électriques à bogies avec prise de courant par archets. Elles pouvaient remorquer de 4 à 5 voitures.